# Craft
Craft — шведская блэк-метал-группа из Даларны, основанная в 1994 году.

## История
Группа была сформирована в 1994 году под названием Nocta. Под этим именем группа успела записать одно невыпущенное демо в 1996 году, а в 1999 сменила название на Craft. В том же году они выпустили демо под названием Total Eclipse. Свой первый студийный альбом Total Soul Rape Craft записали и выпустили в 2000 году. Второй студийный альбом под названием Terror Propaganda был выпущен в 2002 году на лейбле Selbstmord Services. В 2005 году группа выпустила новый альбом под названием Fuck the Universe на лейбле Carnal Records.
После шестилетнего перерыва, в 2011 году Craft вернулись с новым студийным альбомом под названием Void, который неоднозначно был встречен критиками.
В июне 2015 года группа объявила о подписании контракта с Season of Mist. В конце того же года они были заявлены на Inferno Metal Festival, который проходил 23—26 марта 2016 года.
11 апреля 2018 года Craft выпустили первый сингл с предстоящего альбома, «The Cosmic Sphere Falls», 14 мая — второй, «Darkness Falls», а 5 июня — третий, «Again». Альбом White Noise and Black Metal был выпущен 22 июня 2018 года на лейбле Season of Mist.

## Музыкальный стиль
Craft играют блэк-метал в стиле Darkthrone, вдохновлённый такими группами, как Burzum, Trelldom, Thorns, Piledriver и Black Sabbath. Участники группы также утверждают, что их вдохновляет электронная музыка.

## Состав

### Нынешний состав
- Mikael Nox — вокал
- Joakim Karlsson — соло-гитара, бас
- Alex Purkis — бас
- Dirge Rep — ударные (сессионный)

### Бывшие участники
- John Doe — гитара (1997—2017)
- Daniel Halén — ударные (1994—2005)

## Дискография

### Студийные альбомы
- Total Soul Rape (2000)
- Terror Propaganda: Second Black Metal Attack (2002)
- Fuck the Universe (2005)
- Void (2011)
- White Noise and Black Metal (2018)

### Демо
- Total Eclipse (1999)